# Simfonia nr. 39 (Haydn)
Simfonia nr. 39 este o simfonie în sol minor (Hoboken 1/39) de Franz Joseph Haydn din 1765, scrisă la vârsta de 33 de ani, sub patronajul prințului Nikolaus Esterházy . Este cea mai timpurie simfonie într-o tonalitate minoră a lui Haydn, asociată cu lucrările sale din perioada Sturm und Drang (cum ar fi Simfonia nr. 45 ). Lucrarea a fost influentă și a inspirat mai târziu simfoniile în sol minor ale lui Johann Christian Bach (Op. 6, nr. 6) și Wolfgang Amadeus Mozart ( nr. 25 ). 

## Mișcările
Lucrarea este scrisă pentru o orchestră formată din două oboae, patru corni (doi în Si bemol alto și doi în Sol) și coarde ( viori divizate în două, viole, violoncel și contrabas ).  Există patru mișcări: 
1. Allegro assai, {\displaystyle {4 \over 4}}
2. Andante, {\displaystyle {3 \over 8}} în Mi bemol major
3. Menuet & Trio,  {\displaystyle {3 \over 4}}
4. Finale: Allegro di molto, {\displaystyle {4 \over 4}}

Mișcarea introductivă prezintă o temă principală agitată, întreruptă de pauze dese. Felix Diergarten a analizat în mod specific pauzele din prima mișcare a simfoniei, conform formei simfoniei vremii.  Atât prima, cât și cea de-a doua grupă tematică începe cu aceleași două măsuri de material melodic. 
Spre deosebire de Sturm und Drang-ul mișcării de deschidere, A. P. Brown descrie Andante-le drept „una dintre mișcările lente cele mai galante ale lui Haydn, cu valori metrice mici, triole de șaisprezecimi, mordente, rezolvări neconvingătoare, ecouri și textura în general subțire”. 
Scara minoră se întoarce pentru Menuet, care este contrastat de un Trio într-o scară majoră luminoasă, care conține note înalte pentru cornul prim. 
Finalul frenetic Sturm und Drang aduce simfonia la o concluzie energică. 